# Скотт, Алекс (футболистка)
Александра Вирина «Алекс» Скотт MBE (англ. Alexandra Virina "Alex" Scottрод. 14 октября 1984, Лондон) — английская футболистка, игравшая на позиции правого защитника в английском «Арсенале» и национальной сборной Англии.
Бронзовая призёрка чемпионата мира 2015, серебряная призёрка чемпионата Европы 2009, победительница Лиги чемпионов УЕФА (2006/2007).

## Биография
Алекс Скотт родилась 14 октября 1984 года в Лондоне. Алекс и её брат Ронни были воспитаны их матерью-одиночкой Кэрол Макки. В футбол начала играть со старшим братом и его друзьями в местном парке, будучи единственной девочкой в их команде. Воспитанница академии «Арсенала», за юниорские коллективы которого выступала с восьми лет. Начинала играть в футбол как нападающий (Иан Райт был её кумиром), но со временем была переведёна играть на правый фланг защиты.

### Клубная карьера
В 2002 году Алекс начала получать свою первую практику на профессиональном уровне, но так и не сумев закрепиться в первой команде «Арсенала», перебралась в «Бирмингем Сити» за игровой практикой, где вместе с Рэйчел Янки помогла команде завершить сезон 2004/05 на четвёртом месте в чемпионате Англии, но клуб столкнулся с финансовыми проблемами, поэтому ему пришлось отпустить своих звездных игроков до начала сезона 2005/06 года.
С сезона 2005/06 Алекс воссоединилась с «канонирами», выигрывая «дубль» два сезона кряду: победы в женской Премьер-Лиге и Кубке Англии. Сезон 2006/07 годов стал самым удачным для Алекс и «Арсенала»: тогда команда выиграла не только все внутренние турниры, но и Кубок УЕФА. Это было достигнуто благодаря победе 1-0 против «Умео» в финале, где Алекс отметилась голом, причем мяч, забитый ею, стал победным и единственным голом «Арсенала» в двухматчевом противостоянии. Последующие два сезона Алекс выиграла с «Арсеналом» ещё две золотые медали чемпионата Англии.
В начале марта 2009 года Алекс подписала контракт с командой американской женской лиги WPS «Бостон Брейкерс», но уже в марте 2012 защитница вернулась в «Арсенал» из-за приостановки женской лиги в США. После завершения карьеры Фэй Уайт Алекс стала капитаном «канониров». В июле 2017 футболистка подписала новый контракт с командой. Последним же матчем в футболке «Арсенала» для Алекс стал домашний матч чемпионата Англии против «Манчестер Сити», сыгранный 12 мая 2018 года, который «канониры» выиграли со счётом 2-1.

### Карьера в сборной

#### Англия
Алекс Скотт представляла Англию на молодёжных уровнях, начиная со сборной до 19 лет и игроков до 21 года. Алекс выступала за сборную Англии до 19 лет на первом чемпионате мира по футболу среди девушек до 19 лет, который англичанки завершили на стадии четвертьфинала.
Во взрослой команде дебютный матч сыграла 18 сентября 2004 года во встрече со сборной Нидерландов. Первый гол за национальную команду защитница забила 27 октября 2005 года в ворота Венгрии в матче квалификационного этапа к чемпионату мира-2007. В целом, сыграла на 4-х чемпионатах Европы (2005, 2009, 2013, 2017) и 3-х чемпионатах мира (2007, 2011, 2015). Выиграв серебряные медали на Евро 2009 и бронзу на мундиале 2015. За время выступлений за английскую сборную Алекс провела 140 матчей, забив 12 голов.

#### Великобритания
В июне 2012 года Алекс Скотт вошла в список игроков объединённой сборной Великобритании для участия в футбольном турнире Олимпийских игр в Лондоне. На Олимпиаде она приняла участие в 5 матчах своей команды.

### Образование и внеигровая работа
По окончании карьеры футбольного игрока Алекс Скотт решила сконцентрировать все своё внимание на тележурналистике. Она закончила Стаффордширский университет, получив степень бакалавра по направлению «Профессиональная журналистика, радиовещание и телевидение». Во время чемпионата мира по футболу 2018 Алекс работала в команде футбольных экспертов на телеканале BBC Sport. В августе 2018 приглашена работать в качестве телевизионного эксперта в программу «Super Sunday» на телеканале Sky Sports.